# Дубова (річка)
Дубова, Руде — річка в Україні, у Прилуцькому районі Чернігівської області. Ліва притока Рудої (басейн Дніпра).

## Опис
Довжина річки приблизно 30,8 км.

## Розташування
Бере початок біля села Приозерне. Тече переважно на південний схід через Рудівку, Дубовий Гай і на південному сході від Бубнівщини впадає у річку Руду, ліву притоку Переводу.
Населені пункти вздовж берегової смуги: Мазки, Канівщина.
Річку перетинаєть автомобільні шляхи Н07 Т 2540